# VX Гидры
VX Гидры (лат. VX Hydrae) — двойная звезда в созвездии Гидры на расстоянии приблизительно 3290 световых лет (около 1009 парсек) от Солнца. Видимая звёздная величина звезды — от +10,96m до +10,21m. Возраст звезды определён как около 430 млн лет.
Открыта Куно Хофмейстером в 1931 году***.

## Характеристики
Первый компонент — жёлто-белая пульсирующая переменная звезда типа Дельты Щита (DSCT:) спектрального класса F2Ib-F8. Масса — около 2,407 солнечной, радиус — около 4,611 солнечного, светимость — около 41,682 солнечной. Эффективная температура — около 6878 K.
Второй компонент — коричневый карлик. Масса — около 73,79 юпитерианской. Удалён в среднем на 2,004 а.е..